# Plexus brachialis
De plexus brachialis (letterlijk: vlechtwerk van de arm) is een knooppunt van zenuwvezels die de arm innerveren. De plexus brachialis bestaat uit vezels van de rami ventrales van de onderste cervicale en bovenste thoracale ruggenmergsegmenten, specifiek C5 tot T1. De plexus loopt door de nek, de oksel en vervolgens in de arm.

## Functie
De plexus brachialis is verantwoordelijk voor de cutane en motorische innervatie van de hele arm, met twee uitzonderingen: de musculus trapezius wordt geïnnerveerd door de nervus accessorius en een stuk huid nabij de oksel wordt bezenuwd door de nervus intercostobrachialis.
Door de uitermate belangrijke functie in zowel motorische als sensorische overdracht, wordt de plexus brachialis vaak gebruikt om de arm te verdoven. Een dergelijke verdoving heet een plexus-brachialisblokkade.

## Anatomie
De plexus brachialis is verdeeld in vijf verschillende elementen: rami (wortels), trunci (stammen), divisiones (divisies), fasciculi (koorden) en takken.
- De vijf wortels zijn de vijf rami ventrales en rami dorsales van de spinale zenuwwortels, nadat deze hun segmentale vezels naar de nekspieren hebben afgegeven.
- Deze wortels komen samen om drie trunci (stammen) te vormen:
  - Truncus superior, vanuit C5-C6
  - Truncus medius, vanuit C7
  - Truncus inferior, vanuit C8-T1
- Elke truncus splitst vervolgens in tweeën, in totaal zes divisiones vormend.
  - divisio anterior van de trunci superior, medius en inferior
  - divisio posterior van de trunci superior, medius en inferior
- Deze zes divisies hergroeperen tot drie fasciculi (koorden). De naamgeving van deze fasciculi is afkomstig van hun positie ten opzichte van de arteria axillaris.
  - De fasciculus posterior wordt gevormd uit de drie divisiones posteriores van de drie trunci (C5-T1)
  - De fasciculus lateralis wordt gevormd uit de divisiones anteriores van de trunci superior en medius (C5-C7)
  - De fasciculus medialis is een voortzetting van de divisio anterior van de truncus inferior (C8-T1)
- De takken zijn beneden weergegeven. De meeste takken zijn afsplitsingen van de fasciculi, maar een paar (schuingedrukt weergegeven) takken af van eerdere structuren. De vijf dikgedrukte worden als terminale takken beschouwd.

plexus brachialis

### Takken
| Oorsprong            | Zenuw                               | Wortel | Spieren | Cutaan gebied                                                                        |
| rami                 | n. dorsalis scapulae                | C5     | mm. rhomboideus en m. levator scapulae                                                                                      | -                                                                                    |
| rami                 | n. thoracicus longus                | C5-C7  | m. serratus anterior | -                                                                                    |
| truncus superior     | n. subclavius                       | C5-C6  | m. subclavius | -                                                                                    |
| truncus superior     | n. suprascapularis                  | C5-C6  | m. supraspinatus en m. infraspinatus                                                                                        | -                                                                                    |
| fasciculus lateralis | n. pectoralis lateralis             | C5-C7  | m. pectoralis major (door contact met n. pectoralis medialis)                                                               | -                                                                                    |
| fasciculus lateralis | n. musculocutaneus                  | C5-C7  | m. coracobrachialis, m. brachialis en m. biceps brachii                                                                     | wordt de n. cutaneus antebrachii lateralis                                           |
| fasciculus lateralis | laterale wortel van de n. medialis  | C5-C7  | vezels naar de n. medialis                                                                                                  | -                                                                                    |
| fasciculis posterior | n. subscapularis superior           | C5-C6  | bovenste deel m. subscapularis                                                                                              | -                                                                                    |
| fasciculus posterior | n. thoracodorsalis                  | C6-C8  | m. latissimus dorsi | -                                                                                    |
| fasciculus posterior | n. subscapularis inferior           | C5-C6  | Onderste deel m. subscapularis en m. teres major                                                                            | -                                                                                    |
| fasciculus posterior | nervus axillaris                    | C5-C6  | voorste tak: m. deltoideus en een smal gebied van de overliggende huid. achterste tak: m. teres minor and m. deltoideus     | achterste tak wordt n. cutaneus brachii lateralis superior                           |
| fasciculus posterior | n. radialis                         | C5-T1  | m. triceps brachii, m. supinator, m. anconeus, de extensoren van de onderarm en m. brachioradialis                          | huid van de onderarm en de n. cutaneus brachii posterior                             |
| fasciculus medialis  | n. pectoralis medialis              | C8-T1  | m. pectoralis major en pectoralis minor                                                                                     | -                                                                                    |
| fasciculus medialis  | middelste wortel van de n. medianus | C8-T1  | vezels naar de n. medianus                                                                                                  | gedeelten van de hand die niet door de n. ulnaris of n. radialis worden geïnerveerd. |
| fasciculus medialis  | n. cutaneus brachii medialis        | C8-T1  | - | frontale en mediale huid van de arm                                                  |
| fasciculus medialis  | n. cutaneus antebrachii medialis    | C8-T1  | - | mediale huid van de onderarm                                                         |
| fasciculus medialis  | n. ulnaris                          | C8-T1  | m. flexor carpi ulnaris, de 2 mediale buiken van de m. flexor digitorum profundus, groot gedeelte van de kleine handspieren | De huid aan de mediale kant van de hand en enkele vingers of gedeelten daarvan.      |

## Aanvullende afbeeldingen

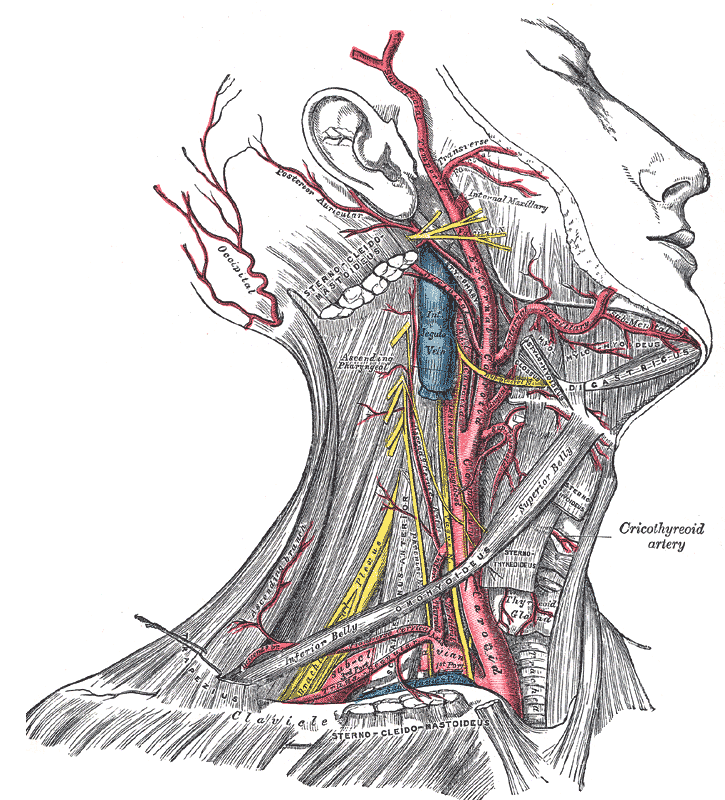
Oppervlakkige ontleding aan de rechterkant van de nek, waarbij de arteria carotis en subclavia zichtbaar zijn
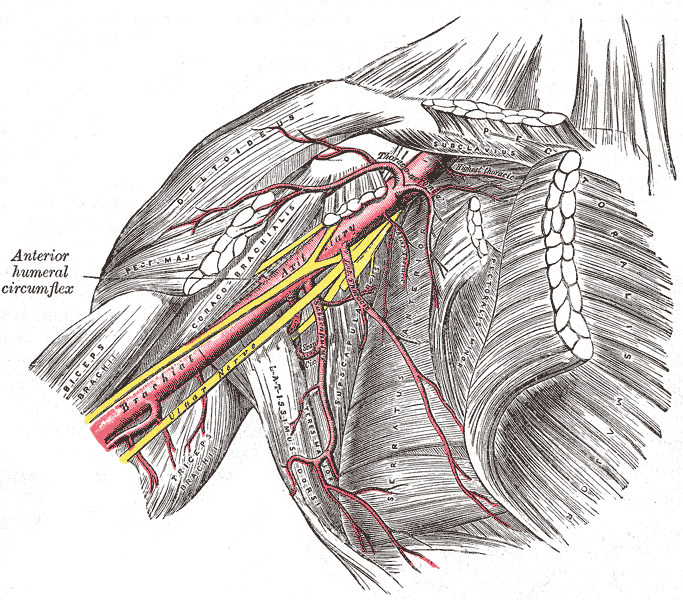
De arteria axillaris en haar takken
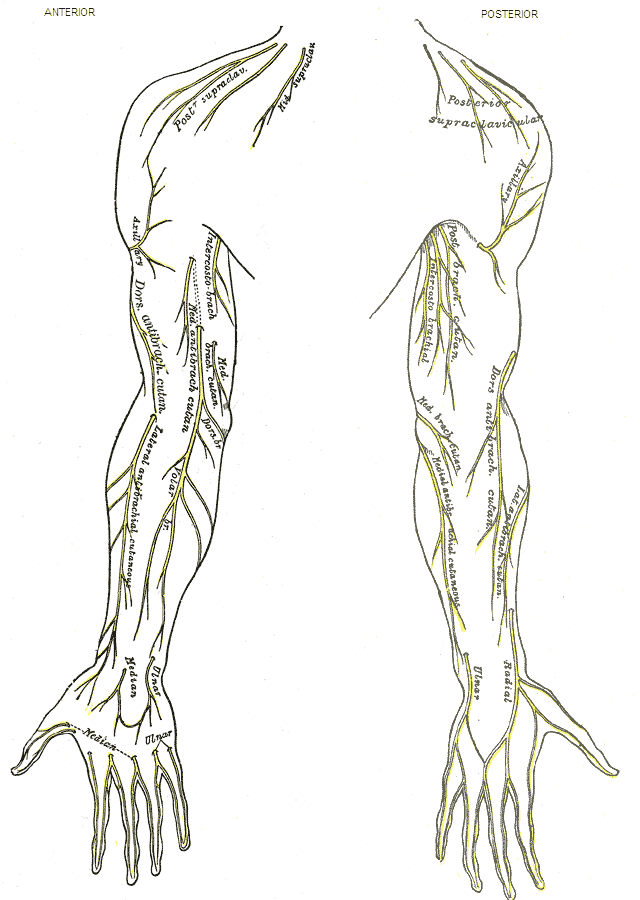
Cutane zenuwen van de rechterarm.
Diagram van de segmentale verdeling van de cutane zenuwen van de rechterarm.
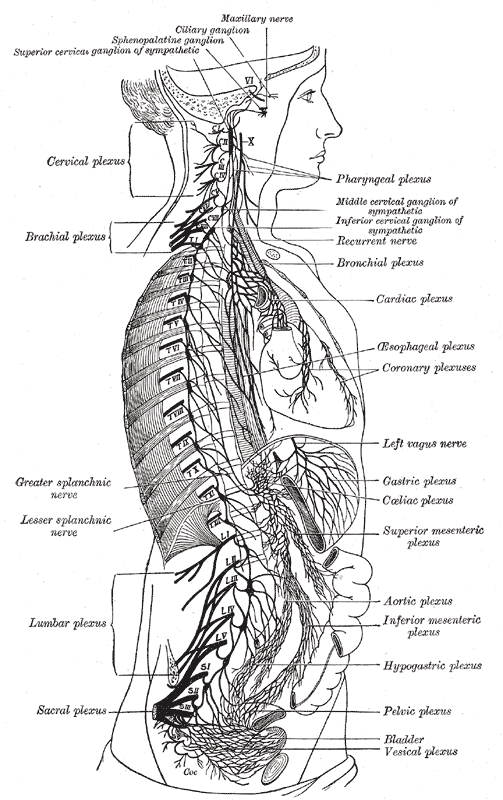
De rechter sympathische grensstreng en haar verbindingen met thoracale, abdominale en pelvicale plexus
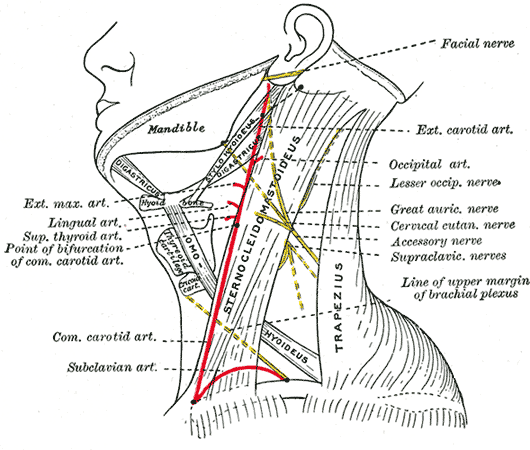
Zijkant van de nek, met belangrijke oppervlaktekenmerken.